# I diabolici (film 1955)
I diabolici (Les Diaboliques) è un film del 1955 diretto da Henri-Georges Clouzot.
Il film presenta come protagonisti Simone Signoret, Véra Clouzot, Paul Meurisse e Charles Vanel, ed è basato sul romanzo I diabolici (Celle qui n'était plus) di Pierre Boileau e Thomas Narcejac.
La storia fonde elementi thriller e horror. La trama è incentrata su una donna e sull'amante del marito di questa che cospirano per uccidere l'uomo; dopo che il crimine è stato commesso, tuttavia, il corpo di quegli scompare e ne consegue una serie di strani eventi. È stato il decimo film di maggior incasso dell'anno in Francia, con un totale di 3.674.380 spettatori. Il film ha anche ricevuto il Premio Louis-Delluc del 1954.
Clouzot, subito dopo aver terminato Vite vendute, acquistò i diritti della sceneggiatura, anticipando Alfred Hitchcock. Questo film contribuì ad ispirare Psyco di Hitchcock. Lo stesso Robert Bloch, autore del romanzo Psycho, dichiarò in un'intervista che il suo film horror preferito di sempre era I diabolici.

## Trama
In un collegio per ragazzi alla periferia di Parigi, la direttrice Christina Delassalle, malata di cuore, è tiranneggiata dal violento marito fedifrago Michel, ex-atleta tennista e nuotatore, che l'ha sposata otto anni prima solo per interesse. L'amica Nicole, ex amante del marito e parimenti da lui tiranneggiata, la convince che l'unico modo per liberarsi, entrambe (a quanto pare, le due vanno d'accordo, pur essendo rivali), della violenza dell'uomo è di ucciderlo. Nicole ha ideato il piano perfetto: durante la chiusura del collegio per un lungo fine settimana, le due donne andranno nella città natale di Nicole, Niort, a quasi dieci ore di auto da Parigi, e attrarranno lì Michel, per somministrargli surrettiziamente un sedativo (procurato da Nicole) ed in seguito annegarlo nella vasca da bagno, per riportarne poi il cadavere al collegio facendolo ritrovare nella piscina.
Il piano viene messo in opera, ma di ritorno al collegio strani fatti cominciano ad accadere: la scomparsa del cadavere e una serie di misteriose e non ben appurabili apparizioni di Michel e di alcuni suoi vestiti che aveva indosso da morto fanno precipitare Christina, rosa dal senso di colpa, in un vortice di terrore. L'ipotesi che Michel possa essere ancora in vita appare infatti assurda alle due presunte assassine, e quantomeno inverosimile agli occhi degli altri docenti dell'istituto, per cui quando il piccolo allievo Moinet, dopo aver rotto un vetro con la sua fionda, si ostina ad affermare di essere stato colto in fatto dal marito della direttrice - a distanza di diversi giorni dalla sua scomparsa - viene punito in quanto mentitore.
Alla fine Christina, svegliatasi nel pieno della notte a seguito di alcuni rumori, ritrova il corpo del marito in una vasca da bagno del collegio - così come l'aveva visto giorni prima a Niort - con gli occhi aperti ma apparentemente senza vita. Egli però esce dalla vasca e la donna, di cui era noto un problema cardiaco, per la paura si accascia al suolo colta verosimilmente da infarto. In realtà era tutta una montatura ordita dall’uomo insieme all’amante Nicole per ereditare la dote di Christina: non si trattava di un vero sedativo, e l'annegamento era stato solo simulato da Michel. Il commissario incaricato delle indagini sulla sparizione del marito tuttavia scopre i colpevoli e li arresta per aver provocato la morte di Christina.
Il collegio chiude; gli studenti e i docenti se ne vanno. Moinet, discolo fino all'ultimo giorno, rompe un altro vetro, ed afferma che la fionda gli è stata restituita nientedimeno che dalla direttrice, Christina: nuovo castigo, dunque, per il piccolo mitomane. O forse non mitomane.

## Produzione

### Scrittura
Fu la moglie di Clouzot, Vera, a richiamare la sua attenzione sul romanzo di Boileau-Narcejac. Clouzot lo lesse durante una notte e al mattino ne acquistò i diritti. Egli e suo fratello Jean (che prese lo pseudonimo di Jérôme Géronimi) impiegarono 18 mesi per adattare il romanzo. Nel libro, l'azione si svolge tra Enghien-les-Bains e Nantes, ma Clouzot la traspose a Saint-Cloud e Niort, la sua città natale. Non era particolarmente interessato alla truffa assicurativa che era il motivo del crimine nel libro, cambiò il genere degli assassini e inventò l'ambiente della scuola privata. Susan Hayward suggerisce che il cambio di genere fatto da Clouzot fu causato non tanto da considerazioni sulla censura (nel romanzo, Lucienne e Mireille si rivelano essere una coppia di amanti lesbiche) ma dal suo desiderio di creare un ruolo importante per la propria moglie Vera. Il libro ha solo un personaggio femminile principale, Lucienne, poiché la presunta vittima, Mireille, scompare presto. Vera, con il suo comportamento decisamente femminile, era inadatta al ruolo di Lucienne (chiamata Nicole nel film). Quindi nella sceneggiatura di Clouzot, Mireille (ora chiamata Christina) è colei che ha il cuore debole ed è oggetto di manipolazione da parte del proprio marito Michel e dell'amante di questi Nicole. Clouzot seguì anche la convenzione secondo cui i colpevoli dovrebbero essere scoperti dal detective alla fine (un'altra differenza rispetto al romanzo, dove i colpevoli scappano).

### Casting
Clouzot scelse Simone Signoret per il ruolo di Nicole. Precedentemente aveva diretto suo marito, Yves Montand, in Vite vendute, e le due coppie erano divenute amiche. Il regista era anche a conoscenza delle limitazioni di Vera come attrice ed aveva bisogno di qualcuno che le prestasse supporto in un ruolo così impegnativo. Simone Signoret firmò un contratto di otto settimane, ma le riprese in realtà ne durarono sedici. Alla fine fu pagata solo per otto settimane di lavoro, nonostante fosse rimasta fino al termine delle riprese perché non aveva letto le parti del contratto scritte in piccolo. Paul Meurisse, co-protagonista di Signoret, ricorda anche nelle sue memorie che l'attrice fu ulteriormente confusa dai costanti tentativi di Clouzot di trovare modi intelligenti di illuminare il viso di Vera riducendo la luce su Signoret in modo che non togliesse risalto a sua moglie.
Clouzot conosceva Paul Meurisse dal 1939, quando quest'ultimo stava cercando di intraprendere la carriera di cantante. Clouzot cercava all'epoca di vendere i testi delle sue canzoni ad Edith Piaf, al tempo amante di Meurisse. Verso la fine degli anni '40 Meurisse era diventato un attore teatrale e cinematografico affermato, noto per i ruoli di criminali gelidi e sofisticati, e sembrava una scelta naturale per il ruolo di Michel.
Il film presentava due attori abituali di Clouzot: Pierre Larquey nei panni del signor Drain e Noël Roquevert nei panni del signor Herboux. Michel Serrault fece qui il suo debutto sullo schermo, nei panni del signor Raymond, uno dei maestri della scuola. Charles Vanel - che in precedenza aveva recitato in Vite vendute di Clouzot - fu scelto per interpretare l'apparentemente inetto ispettore Fichet.
Clouzot fece provini a 300 bambini e ne scelse 35. Tra questi c'erano Jean-Philippe Smet (il futuro Johnny Hallyday), il fratello di Patrick Dewaere Yves-Marie Maurin e Georges Poujouly, che in precedenza avevano ottenuto successo in Giochi proibiti di René Clément.

### Riprese
Le riprese iniziarono il 18 agosto 1954 e terminarono il 30 novembre dello stesso anno. Clouzot chiese al suo assistente Michel Romanoff di trovare un luogo adatto per le riprese per il collegio. Quest'ultimo trovò un castello decrepito a L'Etang-la-Ville, tra Saint-Cloud e il Bois de Boulogne. L'edificio e i suoi dintorni corrispondevano perfettamente alla visione del regista poiché proiettavano l'umore desiderato di decadenza e abbandono. La piscina adiacente era sporca e piena di melma. Clouzot rimase a girare in questo luogo per cinque settimane.
La sceneggiatura collocava la casa di Nicole a Niort, ma la casa utilizzata per le riprese era a Montfort-l'Amaury, proprio di fronte all'edificio che era apparso in precedenza ne Il corvo di Clouzot. Le scene dell'obitorio furono girate nell'Institut Médico-légal di Parigi. Il resto è stato girato nei Saint-Maurice Studios a sud-est di Parigi, cosa che richiese altre nove settimane.
Il direttore della fotografia Armand Thirard utilizzò due troupe cinematografiche per accelerare le riprese, in ritardo rispetto al programma. Nonostante i suoi sforzi, le riprese furono lunghe il doppio dei 48 giorni previsti.
Inizialmente il film avrebbe dovuto intitolarsi Les Veuves (‘Le vedove’) ma questo titolo era ritenuto poco attraente. Undici settimane dopo le riprese fu cambiato in Les Démoniaques. Alla fine fu ribattezzato Les Diaboliques, anche se questo titolo era già stato usato per una raccolta di racconti dello scrittore del XIX secolo Barbey d'Aurevilly. Clouzot ottenne il permesso di usare tale titolo, ma solo a condizione che avesse menzionato l'autore. Lo fece aprendo il film con una citazione dalla prefazione all'opera di d'Aurevilly: "Un ritratto è sempre morale quando è tragico e mostra l'orrore delle cose che rappresenta."

## Distribuzione
Alla sua uscita nelle sale il film fece sensazione e fu un successo al botteghino con 3.674.380 spettatori nella sola Francia. La critica accostò l'opera ai film di Alfred Hitchcock; alcune fonti sostengono che Hitchcock non fosse riuscito ad acquistare i diritti sul romanzo di Boileau & Narcejac, arrivando solo poche ore dopo che Clouzot aveva già concluso l'affare. I titoli di coda contengono un primo esempio di "messaggio anti-spoiler."

## Accoglienza

### Critica
Il film ricevette recensioni contrastanti alla sua uscita originale negli Stati Uniti e nel Regno Unito. Bosley Crowther ne scrisse una recensione entusiastica sul New York Times, definendolo "uno dei drammi gialli più fantasiosi che si sono visti qui" e "un brivido di un thriller omicida, una storia di fantasmi e un gioco delle parti riuniti in uno" e aggiungendo che "la scrittura e la costruzione visiva sono eccezionali e le prestazioni di attori francesi di prim'ordine sono al massimo livello di sicurezza e finezza." Variety fu più critico: “Anche se questo ha alcuni allucinanti frammenti di terrore, il film è principalmente un melodramma del tipo porta-che-scricchiola. I suoi macabri aspetti e la mancanza di simpatia per i personaggi rendono questo un ibrido che resta incerto tra uno sguardo devastante all'infamia umana e una trama di investigazione artefatta." Il National Board of Review lo citò tra i migliori film stranieri del 1955, e lo definì "un vero thriller - un pezzo scioccante e soddisfacente della suspense psicologica del Grand Guignol."
Milton Shulman di The Sunday Express accusò il film di "cattiveria calcolata", e commentò che "non è complicato far star male il pubblico con metodi talmente plateali." C.A. Lejeune in The Observer lo definì "estremamente intelligente e molto spaventoso", e si lamentò di "una moda del momento per lo spaventoso nell'intrattenimento." Reg Whiteley nel The Daily Mirror lo descrisse come "una fetta di vita francese piena di suspense ma sordida", ed esclamò: "Quanto possono essere orribili i film?"
Roger Ebert, esaminando la riedizione del 1995, scrisse: "La famosa trama del film inganna di solito gli spettatori per la prima volta, almeno fino a un certo punto. Le rivelazioni finali sono in qualche modo deludenti, ma Clouzot non si sofferma su di loro. La maggior parte degli elementi inquietanti del film sono impliciti, non visti." Time Out ha commentato che il film "crea un grande pezzo di misantropia Guignol" in cui "tutti sono alla fine una vittima, e le loro azioni funzionano come trappole che creano tranelli che li riducono a lottare per sopravvivere."
Sul sito Rotten Tomatoes, I diabolici ha conseguito un indice di gradimento del 95%, sulla base di 42 recensioni ed una valutazione media di 8,57/10. Il suo consenso dice: "Crudele, oscuro, ma innegabilmente efficace, I diabolici è un thriller suspense efficace come i migliori lavori di Hitchcock e con un finale brillante."

## Riconoscimenti
Il film ha ricevuto il premio Louis-Delluc nel 1954, e il premio come miglior film straniero agli New York Film Critics Circle Awards nel 1955 e agli Edgar Allan Poe Awards nel 1956.
Nel 1955 il National Board of Review of Motion Pictures l'ha inserito nella lista dei migliori film stranieri dell'anno.

## Influenza culturale e remake
Il film ottenne in seguito ulteriore esposizione mediatica quando, solo cinque anni dopo l'uscita nei cinema, Véra Clouzot morì per un infarto all'età di 46 anni, in maniera simile a quanto accadeva al suo personaggio nel film, anch'esso con problemi di cuore.
I diabolici è ora considerato un classico del genere horror e del cinema in generale. Kim Newman ha scritto in Empire: "L'orribile mistero ha perso solo una frazione del suo potere nel corso degli anni, anche se letteralmente dozzine di film (vedi: Trappola mortale, Piano... piano, dolce Carlotta, Assassinio al terzo piano ecc.) hanno preso in prestito parte o tutto della sua trama complicata. Questo è stato uno dei primi film a dipendere da un finale in stile M. Night Shyamalan che ti costringe a rivalutare tutto ciò che pensavi ti fosse stato detto in precedenza nel film." Il British Film Institute lo ha incluso nella loro lista dei 100 migliori thriller di tutti i tempi, definendolo "un avvincente e terrificante thriller... ricoperto da un finale indimenticabile." The Guardian lo ha elencato al 19º posto tra i 25 migliori film horror di tutti i tempi.
La scena in cui il marito di Christina emerge dalla vasca da bagno ha guadagnato la posizione #49 su Bravo's 100 Scariest Movie Moments.
Nel suo saggio Danse macabre, Stephen King lo ha citato come uno dei cento film (realizzati tra il 1950 e il 1980) che ritiene abbiano dato "un peculiare contributo al genere horror".
Il film del 1967 Assassinio al terzo piano, scritto da Gene R. Kearney, diretto da Curtis Harrington e interpretato da James Caan e Katharine Ross, presenta una situazione di base diversa, ma con simili colpi di scena alla fine, e vede di nuovo Simone Signoret come la malvagia donna misteriosa. Il regista britannico Jimmy Sangster lo ha citato come una grande influenza sulla sua scrittura e regia, affermando: "la maggior parte dei miei film di tipo "psicopatico"... erano derivati l'uno dall'altro e sono tornati tutti alla mia ispirazione originale: Les Diaboliques. Io non sono l'unico a seguire un tale percorso. Immagino di averlo fatto più di molti altri."
Una versione americana di Les Diaboliques, intitolata Reflections of Murder, venne prodotta e trasmessa dalla ABC-TV nel 1974 con Tuesday Weld, Joan Hackett e Sam Waterston. Nel 1993 fu realizzato un altro remake per la televisione intitolato House of Secrets ed interpretato da Melissa Gilbert.
Nel 1996 il film ha avuto un ennesimo remake intitolato Diabolique, diretto da Jeremiah S. Chechik, con Sharon Stone e Isabelle Adjani nel ruolo delle due protagoniste, Chazz Palminteri come marito del personaggio della Adjani, e Kathy Bates nei panni della detective.